# Rajon Iwanawa

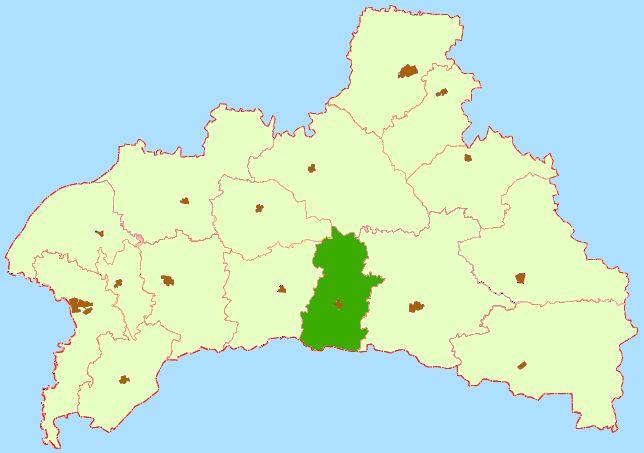
Rajon Iwanawa, Karte

Wappen

Der Rajon Iwanawa (belarussisch Іванаўскі раён, russisch Ивановский район) ist eine Verwaltungseinheit im mittleren Süden der Breszkaja Woblasz in Belarus. Die Fläche des Rajons beträgt 1550 km² oder 6 % der Gesamtfläche der Woblasz. Die Verwaltungseinheit umfasst 102 Ortschaften und ist in 15 Selsawets gegliedert. Das administrative Zentrum des Rajons ist die Stadt Iwanawa.

## Geographie
Der Rajon Iwanawa liegt im mittleren Süden der Breszkaja Woblasz. Die Nachbarrajone in der Breszkaja Woblasz sind im Norden Bjarosa und Iwazewitschy, im Osten Pinsk und im Westen Drahitschyn. Im Süden grenzt der Rajon Iwanawa an den Rajon Ljubeschiw der ukrainischen Oblast Wolyn.
Die größten Flüsse sind Jaselda und Pina.